# Lixadeira de cinta larga
Lixadeira de cinta larga (ou banda larga) é uma ferramenta elétrica utilizada em oficinas mecânicas para dar acabamento em superfícies planas, arredondar bordas e arestas afiadas bem como remover rebarbas. Seu uso requer cuidados especiais como a utilização de óculos de proteção, coletores de pó e cuidados especias. Lixadeiras industriais de cinta larga podem ser usadas para remoção de rebarba e escórias.
Exitem basicamente dois tipos de lixadeiras: úmidas e secas.

## Máquinas secas
Máquinas de processamento a seco funcionam como máquinas úmidas porém não requerem fluido de corte.

### Tambor
Tambor é a unidade que pressiona a lixa contra a peça e pode variar em diâmetro e dureza. Tambores mais duros são usados para remoção agressiva de material enquanto que tambores macios são usados para arredondamento de bordas.

### Escova
Uma escova pode ser do tipo Scotch-BriteTM ou de aço.

### Disco
Discos são usados quando a direção da ranhura não importa.

### Escova Rotativa
Escova rotativa é usada quando bom arredondamento de bordas é desejável.